# Arthur Wesley Dow
|  | En senere amerikansk maler var Arthur Dove, 1880-1946 |
Arthur Wesley Dow (6. april 1857 i Ipswich, Massachusetts; – 1. december 1922 i New York City) var amerikansk maler, trykker, fotograf og indflydelsesrig kunstlærer.
Dow arbejdede ved flere af USAs kunstuddannelsesinstitutioner i tre årtier, blandt andet Teachers College ved Columbia University, Arts Students League, Pratt Institute, og hans eget Ipswich Summer School of Art. Hans ideer var ganske revolutionerende for tiden; han anså at man hellere end at kopiere naturen, skulle skabe kunst af elementer af farvesætning, linjer, masse og kontraster. Hans tanker blev publiceret 1899 i bogen Composition: A Series of Exercises in Art Structure for the Use of Students and Teachers. Dow uddannede flere af USAs fremmeste kunstnere, blandt andet Georgia O'Keeffe og Byrdcliffe Colony.